# Cláudia Gadelha
Cláudia Gadelha, née le 7 décembre 1988 à Mossoró, est une pratiquante brésilienne d'arts martiaux mixtes (MMA). Depuis 2014, elle évolue dans la catégorie des poids pailles de Ultimate Fighting Championship (UFC) .

## Biographie
Cláudia Gadelha a fait des études universitaires en droit, journalisme, publicité, relations publiques et tourisme à Rio de Janeiro avant de se consacrer à sa carrière professionnelle en arts martiaux mixtes.
Elle a en outre remporté de nombreux titres de championne en jiu-jitsu brésilien.
- Championne du monde (*3)
- Championne à l'Open international de Rio de Janeiro (*4)
- Championne nationale du Brésil (*7)

## Parcours en arts martiaux mixtes

### Débuts
Cláudia Gadelha fait ses débuts professionnels lors du Force Fighting Championship le 5 juin 2008 à Aparecida au Brésil face à sa compatriote Elaine Leite. Il lui faut juste dix-sept secondes pour placer une clé de bras et remporter la victoire.
Le 20 avril 2012 Cláudia Gadelha rencontre Valérie Létourneau lors du Wreck MMA: Road to Glory qui se déroule à Gatineau au Québec (Canada). La Brésilienne participe à son premier combat hors de son pays natal, difficulté renforcée par le fait que Valérie Létourneau se retrouve quasiment à domicile dans une salle acquise à sa cause. Dans cet affrontement très équilibré Cláudia Gadelha est plutôt à son avantage dans les deux premiers rounds mais elle semble très fatiguée en fin de match et la Canadienne domine alors les débats. En définitive, Cláudia Gadelha obtient une victoire par décision partagée (30-27, 29-28, 28-29) et ses statistiques atteignent 8-0.
Cláudia Gadelha rencontre la Brésilienne Hérica Tibúrcio lors du Max Sport 13.2 le 11 mai 2013 à São Paulo au Brésil. Durant ce combat qui oppose deux spécialistes du jiu-jitsu brésilien, Cláudia Gadelha, travaille bien en clinch , et parviens plusieurs fois à mettre au sol son adversaire. Hérica Tibúrcio contre par des tentatives de clé de bras mais elle ne parvient jamais à obtenir la soumission. Cláudia Gadelha reste régulièrement en position favorable contrôlant les débats et Hérica Tibúrcio subit, même si elle défend correctement. La fin du combat est équilibrée et les deux protagonistes travaillent plus en coups de genoux au corps. Finalement c'est Cláudia Gadelha qui l'emporte par décision unanime.

### Invicta Fighting Championships
L'Invicta FC annonce le 11 juin 2013, que l'Américaine championne des poids pailles, Carla Esparza souffrant d'une blessure au genou doit déclarer forfait pour l'Invicta FC 6. Elle ne peut alors défendre son titre face à la Japonaise Ayaka Hamasaki. Cláudia Gadelha est choisie pour remplacer la tenante du titre.
L'organisation indique que la gagnante du 13 juillet 2013 lors de l'Invicta FC 6 sera la prochaine adversaire de Carla Esparza pour tenter de lui ravir le titre des poids pailles de l'Invicta FC. Le combat entre la Japonaise Ayaka Hamasaki, invaincue et détentrice du titre des poids légers du championnat Jewels, et Cláudia Gadelha démarre avec beaucoup d'intensité. Cláudia Gadelha, plus efficace, semble prendre l'ascendant mais, juste avant la fin du premier round, elle écope d'un point de pénalité à la suite d'une action interdite (coup de genou à la tête sur un adversaire ayant au moins trois appuis au sol). La suite du combat reste en faveur de la Brésilienne qui impose plusieurs séquences de ground and pound à la Japonaise. Ayaka Hamasaki ne démérite pas et reste dangereuse par ses tentatives de soumissions mais elle finit par plier au troisième round sous les coups de poing de son adversaire. Cláudia Gadelha l'emporte par KO technique.

### Ultimate Fighting Championship
Le 11 décembre 2013, l'UFC annonce que Cláudia Gadelha fait partie de la sélection des seize athlètes qui participeront à l'événement The Ultimate Fighter 20 qui désignera la première championne des poids pailles de l'UFC. Mais le 28 avril 2014 l'organisation annonce que Cláudia Gadelha ayant directement signé son contrat, elle ne sera pas présente lors du TUF 20.
Le 16 juillet 2014 se déroule le premier combat organisé par l'UFC en catégorie poids pailles au Revel Casino Hotel d'Atlantic City (États-Unis). Cláudia Gadelha affronte la Finlandaise Tina Lähdemäkit lors de l'UFC Fight Night 45. La Brésilienne domine tout le combat grâce à son style plus complet et à son expérience et l'emporte par décision unanime (30-26, 30-27, 30-27).
Le 27 mars 2015, Cláudia Gadelha annonce sur les réseaux sociaux qu'elle a contracté une blessure au dos et que son combat qui devait l'opposer à Aisling Daly le 11 avril 2015 à l'évènement UFC Fight Night : Gonzaga vs. Cro Cop 2 est annulé.
Le 12 juin 2015, l'UFC annonce que Cláudia Gadelha affrontera l'Américaine Jessica Aguilar lors de l'UFC Fight Night 190 du 1er août 2015. Jessica Aguilar fera ses débuts à l'UFC lors de cet événement. Cláudia Gadelha l'emporte par décision unanime (30–27, 30–27, 30–27) à l'issue des trois reprises de cinq minutes.

### Anecdote
Cláudia Gadelha a participé au premier combat organisé par l'UFC en catégorie poids pailles contre Tina Lähdemäkit le 16 juillet 2014 lors de l'UFC Fight Night: Cerrone vs. Miller.

## Palmarès en arts martiaux mixtes
| 21 combats     | 17 victoires | 4 défaites |
| Par KO         | 2            | 0          |
| Par soumission | 7            | 0          |
| Sur décision   | 8            | 4          |

| Résultat | Record | Adversaire            | Méthode                           | Événement                                    | Date              | Round | Temps | Lieu                                  | Notes                                                            |
| -------- | ------ | --------------------- | --------------------------------- | -------------------------------------------- | ----------------- | ----- | ----- | ------------------------------------- | ---------------------------------------------------------------- |
| Victoire | 17-4   | Randa Markos          | Décision unanime                  | UFC 239: Jones vs. Santos                    | 6 juillet 2019    | 3     | 5:00  | Las Vegas, Nevada, États-Unis         |                                                                  |
| Défaite  | 16-4   | Nina Ansaroff         | Décision unanime                  | UFC 231: Holloway vs. Ortega                 | 8 décembre 2018   | 3     | 5:00  | Toronto, Ontario, Canada              |                                                                  |
| Victoire | 16-3   | Carla Esparza         | Décision partagée                 | UFC 225: Whittaker vs. Romero II             | 9 juin 2018       | 3     | 5:00  | Chicago, Illinois, États-Unis         |                                                                  |
| Défaite  | 15-3   | Jéssica Andrade       | Décision unanime                  | UFC Fight Night: Saint Preux vs. Okami       | 23 septembre 2017 | 3     | 5:00  | Saitama, Japon                        | Combat de la soirée.                                             |
| Victoire | 15-2   | Karolina Kowalkiewicz | Soumission (étranglement arrière) | UFC 212: Aldo vs. Holloway                   | 3 juin 2017       | 1     | 3:03  | Rio de Janeiro, Brésil                | Performance de la soirée.                                        |
| Victoire | 14-2   | Cortney Casey         | Décision unanime                  | UFC Fight Night: Bader vs. Nogueira II       | 19 novembre 2016  | 3     | 5:00  | São Paulo, Brésil                     |                                                                  |
| Victoire | 14-2   | Cortney Casey         | Décision unanime                  | UFC Fight Night: Bader vs. Nogueira II       | 19 novembre 2016  | 3     | 5:00  | São Paulo, Brésil                     |                                                                  |
| Défaite  | 13-2   | Joanna Jedrzejczyk    | Décision unanime                  | The Ultimate Fighter 23 Finale               | 8 juillet 2016    | 5     | 5:00  | Las Vegas, Nevada, États-Unis         | Pour le titre des poids pailles de l'UFC. Combat de la soirée.   |
| Victoire | 13-1   | Jessica Aguilar       | Décision unanime                  | UFC 190: Rousey vs. Correia                  | 1er août 2015     | 3     | 5:00  | Rio de Janeiro, Brésil                | Devient l'aspirant numéro 1 au titre des poids pailles de l'UFC. |
| Défaite  | 12-1   | Joanna Jedrzejczyk    | Décision partagée                 | UFC on Fox: dos Santos vs. Miocic            | 13 décembre 2014  | 3     | 5:00  | Phoenix, Arizona, États-Unis          |                                                                  |
| Victoire | 12-0   | Tina Lähdemäki        | Décision unanime                  | UFC Fight Night: Cerrone vs. Miller          | 16 juillet 2014   | 3     | 5:00  | Atlantic City, New Jersey, États-Unis |                                                                  |
| Victoire | 11-0   | Ayaka Hamasaki        | TKO (coups de poing)              | Invicta FC 6: Coenen vs. Cyborg              | 13 juillet 2013   | 3     | 3:58  | Kansas City, Missouri, États-Unis     | Qualifications pour le titre Invicta Fighting poids pailles      |
| Victoire | 10-0   | Herica Tiburcio       | Décision unanime                  | Max Sport 13.2                               | 11 mai 2013       | 3     | 5:00  | São Paulo, Brésil                     |                                                                  |
| Victoire | 9-0    | Adriana Vieira        | TKO (coups de poing)              | Shooto Brazil 34                             | 11 septembre 2012 | 1     | 1:35  | Brasilia, Brésil                      |                                                                  |
| Victoire | 8-0    | Valérie Létourneau    | Décision partagée                 | Wreck MMA: Road to Glory                     | 20 avril 2012     | 3     | 5:00  | Gatineau, Québec, Canada              |                                                                  |
| Victoire | 7-0    | Kalindra Faria        | Soumission (clé de bras)          | Hard Fight Championship                      | 25 septembre 2010 | 1     | 1:10  | Piracicaba, Brésil                    |                                                                  |
| Victoire | 6-0    | Alessandra Silva      | Soumission (clé de bras)          | Expo Fighting Championship: Deuxième journée | 22 août 2010      | 1     | NC    | Sorocaba, Brésil                      |                                                                  |
| Victoire | 5-0    | Ariane Monteiro       | Soumission (étranglement arrière) | Itu Fight Championship                       | 4 juin 2010       | 1     | 2:08  | Itu, Brésil                           |                                                                  |
| Victoire | 4-0    | Davina Maciel         | Soumission (clé de bras)          | Vision Fight 1                               | 20 décembre 2009  | 1     | 1:26  | Boa Vista, Brésil                     |                                                                  |
| Victoire | 3-0    | Aline Nery            | Décision unanime                  | Shooto Brazil 14                             | 28 novembre 2009  | 3     | 5:00  | Rio de Janeiro, Brésil                |                                                                  |
| Victoire | 2-0    | Juliana de Sousa      | Soumission (clé de bras)          | Watch Out Combat Show 4                      | 25 juin 2009      | 1     | 1:29  | Rio de Janeiro, Brésil                |                                                                  |
| Victoire | 1-0    | Elaine Leite          | Soumission (clé de bras)          | Force Fighting Championship 1                | 5 juin 2008       | 1     | 0:17  | Aparecida, Brésil                     |                                                                  |